# Komisja Wspólna Przedstawicieli Rządu RP i Polskiej Rady Ekumenicznej
Komisja Wspólna Przedstawicieli Rządu Rzeczypospolitej Polskiej i Polskiej Rady Ekumenicznej – działająca na podstawie art. 16 ust. 2 ustawy o gwarancjach wolności sumienia i wyznania stała forma współdziałania między państwem a Polską Radą Ekumeniczną (PRE) jako krajową organizacją międzykościelną.

## Historia
Komisja powstała w 1991 na mocy dokonanego w 1990 uzgodnienia między premierem Tadeuszem Mazowieckim a przedstawicielami PRE. Jest wzorowana na Komisji Wspólnej Przedstawicieli Rządu RP i Konferencji Episkopatu Polski. W 2000 nastąpiła 10-letnia przerwa w jej działalności, a prace wznowiono w 2010. Odtąd jej posiedzenia odbywają się jeden raz do roku. Ostatnie dwa miały miejsce 4 lipca 2013 i 2 czerwca 2015.
Przedmiotem prac Komisji są zagadnienia podnoszone przez stronę kościelną i rządową, w szczególności zaś: regulowanie statusu prawnego Kościołów członkowskich PRE, rewindykacja mienia kościelnego, projektowana przez rząd reforma finansowania związków wyznaniowych, nauka religii w szkołach publicznych, warunki działalności Chrześcijańskiej Akademii Teologicznej w Warszawie, niektóre aspekty polityki zagranicznej państwa.
W 2013 członkami Komisji byli:
- po stronie rządowej: Stanisław Huskowski - sekretarz stanu w Ministerstwie Administracji i Cyfryzacji (współprzewodniczący Komisji); Daria Lipińska-Nałęcz - podsekretarz stanu w Ministerstwie Nauki i Szkolnictwa Wyższego, Piotr Żuchowski - sekretarz stanu w Ministerstwie Kultury i Dziedzictwa Narodowego, Przemysław Krzyżanowski - podsekretarz stanu w Ministerstwie Edukacji Narodowej, Agnieszka Kozłowska-Rajewicz - sekretarz stanu w Kancelarii Prezesa Rady Ministrów, Stanisław Chmielewski - sekretarz stanu w Ministerstwie Sprawiedliwości
- po stronie Polskiej Rady Ekumenicznej: arcybiskup Jeremiasz (Polski Autokefaliczny Kościół Prawosławny) (współprzewodniczący Komisji), pastor Mateusz Wichary (Kościół Chrześcijan Baptystów w RP), biskup Jerzy Samiec (Kościół Ewangelicko-Augsburski w RP), biskup Edward Puślecki (Kościół Ewangelicko-Metodystyczny w RP), biskup Marek Izdebski (Kościół Ewangelicko-Reformowany w RP), biskup Wiktor Wysoczański (Kościół Polskokatolicki w RP), biskup Maria Ludwik Jabłoński (Kościół Starokatolicki Mariawitów w RP).